# Douro
Douro (portugalsky Rio Douro, španělsky Duero) je řeka ve Španělsku (Kastilie a León) a v Portugalsku (Norte) na Pyrenejském poloostrově. Částečně tvoří hranici mezi oběma zeměmi. Je 925 km dlouhá (podle některých pramenů až 938 km). V délce 112 km tvoří portugalsko-španělskou státní hranici a v délce 213 km teče Portugalskem. Povodí má rozlohu přibližně 95 000 km².

## Průběh toku

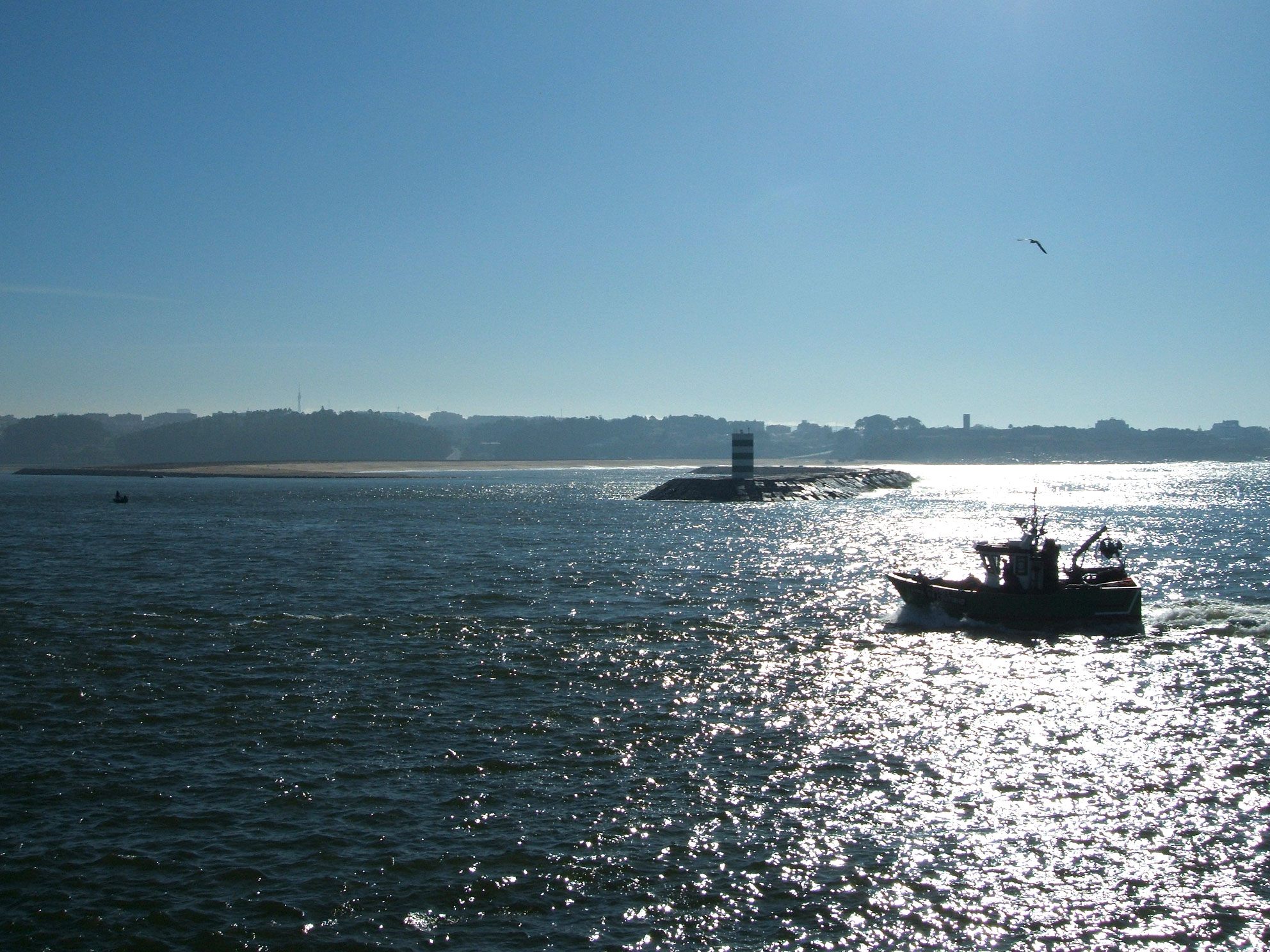
Ústí řeky Douro do Atlantského oceánu

Pramení v Iberském pohoří ve Španělsku. Na horním a středním toku v hluboké dolině protíná Starokastilskou vysočinu. Poté opouští vysočinu a v délce 110 km protéká jedním z nejkrásnějších evropských kaňonů, který je 200 až 500 m hluboký a šířka koryta je 30 až 40 m. Na dolním toku, už v Portugalsku, teče řeka nejprve v široké dolině mezi horami a končí v přímořské nížině. Ve městě Porto ústí do Atlantského oceánu, přičemž vytváří estuár, který je od otevřeného moře oddělený písečným prahem.

### Přítoky
Největší přítoky jsou Pisuerga, Adacha, Esla, Tormes, Tamiga.

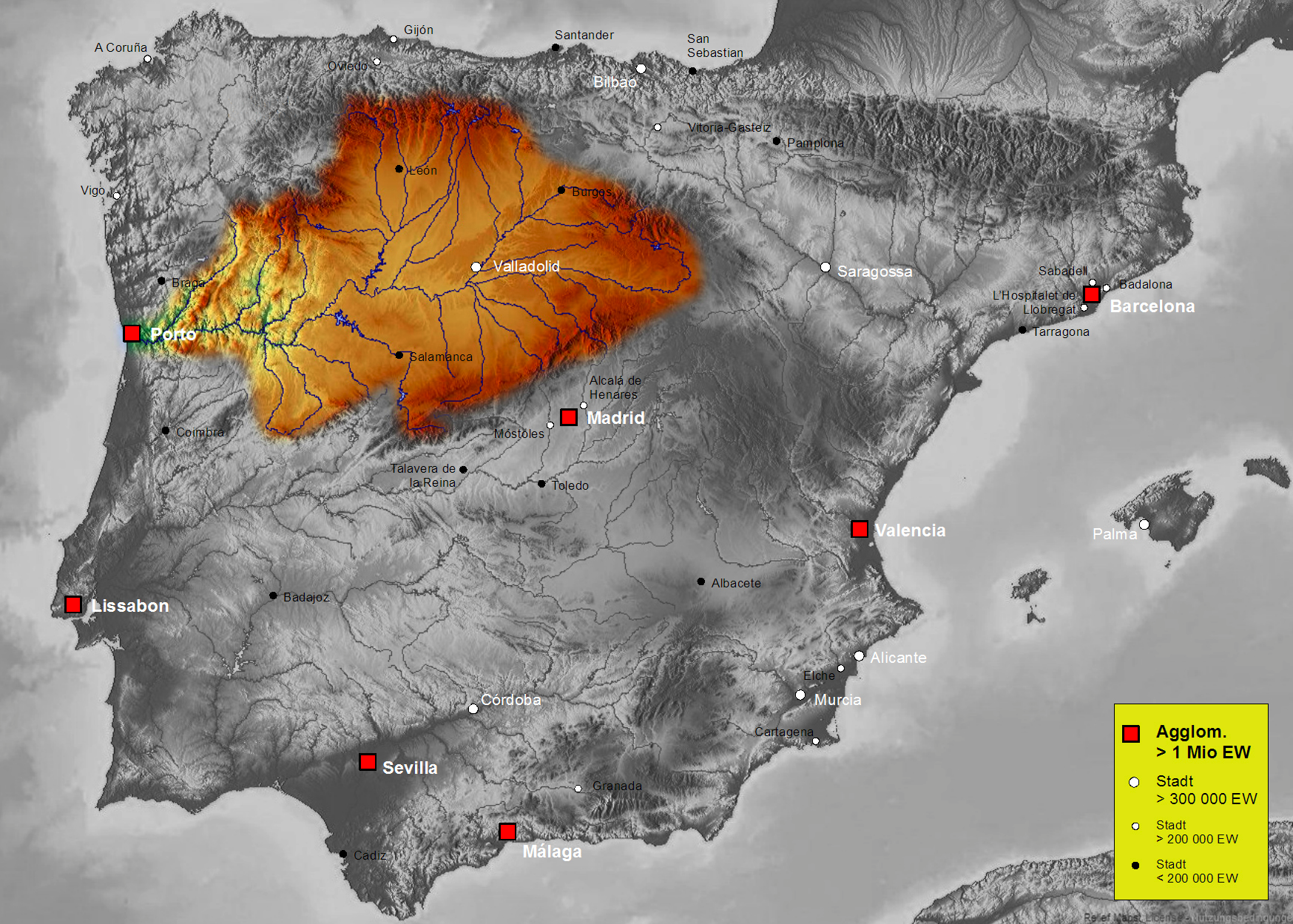
Povodí Duera/Doura ve Španělsku

## Vodní stav
V zimě a na jaře dochází k prudkým povodním, při kterých stoupne hladina v soutěskách o 15 až 20 m a v rovinách mohou být zatopeny přilehlé oblasti. Průměrný průtok vody v ústí činí 700 m³/s) a maximální 15 000 m³/s.

## Využití
Vodní doprava je možná do vzdálenosti 200 km od ústí. Na řece byly vybudovány přehradní nádrže a vodní elektrárny. Údolí řeky a jejího přítoku Pisuergy je hlavní obilnicí Španělska. V údolích, kterými řeka protéká, bylo vybudováno velké množství vinic, které produkují nejznámější vína na světě. Vinařská oblast Alto Douro produkující portské víno byla v roce 2001 přijata na Seznam světového dědictví UNESCO.
Na řece leží města Soria, Aranda de Duero, Zamora (Španělsko), Peso da Régua, Porto (Portugalsko).